# 地域における歴史的風致の維持及び向上に関する法律
地域における歴史的風致の維持及び向上に関する法律（ちいきにおけるれきしてきふうちのいじおよびこうじょうにかんするほうりつ、平成20年5月23日法律第40号）は、歴史的建造物や伝統的祭礼行事など、地域の歴史や伝統を残しながら形成された環境、すなわち歴史的風致の維持・向上を図ることに関する日本の法律である。通称は歴史まちづくり法（れきしまちづくりほう）。
2008年（平成20年）5月23日公布、同年11月4日施行。

## 所管官庁
共同所管
- 文化庁文化財第二課
- 農林水産省農村振興局農村政策部地域振興課
- 国土交通省都市局公園緑地・景観課

総務省自治行政局地域自立応援課と連携して執行にあたる。

## 概説
第1条で「歴史的風致」を「地域におけるその固有の歴史及び伝統を反映した人々の活動とその活動が行われる歴史上価値の高い建造物及びその周辺の市街地とが一体となって形成してきた良好な市街地の環境」と定義している。
これまでも文化財保護法、景観法、古都保存法等の法律があったが、これらは文化財の保護や土地利用規制に主眼が置かれていて、歴史的な建造物の復原や、文化財の周辺環境の整備等には必ずしも十分に対応できたわけではなかった。
市町村が作成する「歴史的風致維持向上計画」に基づき、歴史的風致を後世に継承するまちづくりを国が支援するために制定された。
歴史的風致維持向上計画が国に認定された市町村は、当法に基づく国からの支援や特別措置を受けることができる。

## 構成
- 第1章 総則（第1条―第3条）
- 第2章 歴史的風致維持向上基本方針（第4条）
- 第3章 歴史的風致維持向上計画の認定等（第5条―第11条）
- 第4章 認定歴史的風致維持向上計画に基づく特別の措置
  - 第1節 歴史的風致形成建造物（第12条―第21条）
  - 第2節 歴史的風致維持向上施設の整備等に関する特例（第22条―第30条）
- 第5章 歴史的風致維持向上地区計画（第31条―第33条）
- 第6章 歴史的風致維持向上支援法人（第34条―第37条）
- 第7章 雑則（第38条・第39条）
- 第8章 罰則（第40条・第41条）
- 附則

## 法律の内容
- 歴史的風致形成建造物に指定（第12条1項）された建造物の増改築、移転または除却をしようとする者は、着手する日の30日前までに、行為の種類、場所、着手予定日等を市町村長に届け出なければならない（第15条1項）。市町村長は、当該建造物の保全のために、設計の変更等必要な措置を取るよう勧告を行うことができる（同条3項）とともに、勧告を受けた者の申出を受け、その権利の処分に関し、買取や賃貸借を希望する歴史的風致維持向上支援法人等の紹介のあっせんや、市町村自らが当該建造物を買取る等の必要な措置を講ずることができる（同条5項）。
- 歴史的風致維持向上地区計画（第31条）の区域内（歴史的風致維持向上地区整備計画が定められている区域に限る）で、土地の区画形質の変更、建築物等の新築、増改築等をしようとする者は、着手する日の30日前までに、行為の種類、場所、設計又は施行方法、着手予定日等を市町村長に届け出なければならない（第33条1項）。市町村長は、その届出に係る行為が歴史的風致維持向上地区計画に適合しないと認めるときは、設計の変更その他の必要な措置を講ずべきことを勧告することができる（同条3項）。
- 宅地建物取引業者が歴史的風致形成建造物の売買を行う場合、あるいは歴史的風致維持向上地区計画の区域内（歴史的風致維持向上地区整備計画が定められている区域に限る）で宅地建物の売買を行う場合は、取引の相手方に、上記の市町村長へ届出なければならない旨を重要事項説明として宅地建物取引士に説明させなければならない（宅地建物取引業法第35条）。

## 歴史的風致維持向上地区の一覧
2021年（令和3年）3月23日現在、84市町の歴史的風致維持向上計画が国に認定されている。
| 番号 | 都道府県 | 市町村名   | 認定日             | 認定日    |
| ---- | -------- | ---------- | ------------------ | --------- |
| 1    | 石川県   | 金沢市     | 2009年（平成21年） | 01月19日  |
| 2    | 岐阜県   | 高山市     | 2009年（平成21年） | 01月19日  |
| 3    | 滋賀県   | 彦根市     | 2009年（平成21年） | 01月19日  |
| 4    | 山口県   | 萩市       | 2009年（平成21年） | 01月19日  |
| 5    | 三重県   | 亀山市     | 2009年（平成21年） | 01月19日  |
| 6    | 愛知県   | 犬山市     | 2009年（平成21年） | 03月11日  |
| 7    | 長野県   | 下諏訪町   | 2009年（平成21年） | 03月11日  |
| 8    | 高知県   | 佐川町     | 2009年（平成21年） | 03月11日  |
| 9    | 熊本県   | 山鹿市     | 2009年（平成21年） | 03月11日  |
| 10   | 茨城県   | 桜川市     | 2009年（平成21年） | 03月11日  |
| 11   | 岡山県   | 津山市     | 2009年（平成21年） | 07月22日  |
| 12   | 京都府   | 京都市     | 2009年（平成21年） | 11月19日  |
| 13   | 茨城県   | 水戸市     | 2010年（平成22年） | 02月4日   |
| 14   | 滋賀県   | 長浜市     | 2010年（平成22年） | 02月4日   |
| 15   | 青森県   | 弘前市     | 2010年（平成22年） | 02月4日   |
| 16   | 群馬県   | 甘楽町     | 2010年（平成22年） | 03月30日  |
| 17   | 岡山県   | 高梁市     | 2010年（平成22年） | 11月22日  |
| 18   | 福岡県   | 太宰府市   | 2010年（平成22年） | 11月22日  |
| 19   | 徳島県   | 三好市     | 2010年（平成22年） | 11月22日  |
| 20   | 福島県   | 白河市     | 2011年（平成23年） | 02月23日  |
| 21   | 島根県   | 松江市     | 2011年（平成23年） | 02月23日  |
| 22   | 岐阜県   | 恵那市     | 2011年（平成23年） | 02月23日  |
| 23   | 富山県   | 高岡市     | 2011年（平成23年） | 06月8日   |
| 24   | 神奈川県 | 小田原市   | 2011年（平成23年） | 06月8日   |
| 25   | 長野県   | 松本市     | 2011年（平成23年） | 06月8日   |
| 26   | 埼玉県   | 川越市     | 2011年（平成23年） | 06月8日   |
| 27   | 宮城県   | 多賀城市   | 2011年（平成23年） | 12月6日   |
| 28   | 京都府   | 宇治市     | 2012年（平成24年） | 03月5日   |
| 29   | 愛媛県   | 大洲市     | 2012年（平成24年） | 03月5日   |
| 30   | 岐阜県   | 美濃市     | 2012年（平成24年） | 03月5日   |
| 31   | 佐賀県   | 佐賀市     | 2012年（平成24年） | 03月5日   |
| 32   | 広島県   | 尾道市     | 2012年（平成24年） | 06月6日   |
| 33   | 広島県   | 竹原市     | 2012年（平成24年） | 06月6日   |
| 34   | 三重県   | 明和町     | 2012年（平成24年） | 06月6日   |
| 35   | 長野県   | 東御市     | 2012年（平成24年） | 06月6日   |
| 36   | 岐阜県   | 岐阜市     | 2013年（平成25年） | 04月11日  |
| 37   | 長野県   | 長野市     | 2013年（平成25年） | 04月11日  |
| 38   | 島根県   | 津和野町   | 2013年（平成25年） | 04月11日  |
| 39   | 大阪府   | 堺市       | 2013年（平成25年） | 11月22日  |
| 40   | 山形県   | 鶴岡市     | 2013年（平成25年） | 11月22日  |
| 41   | 宮崎県   | 日南市     | 2013年（平成25年） | 11月22日  |
| 42   | 岐阜県   | 郡上市     | 2014年（平成26年） | 02月14日  |
| 43   | 愛知県   | 名古屋市   | 2014年（平成26年） | 02月14日  |
| 44   | 奈良県   | 斑鳩町     | 2014年（平成26年） | 02月14日  |
| 45   | 大分県   | 竹田市     | 2014年（平成26年） | 06月23日  |
| 46   | 福岡県   | 添田町     | 2014年（平成26年） | 06月23日  |
| 47   | 京都府   | 向日市     | 2015年（平成27年） | 02月23日  |
| 48   | 福島県   | 国見町     | 2015年（平成27年） | 02月23日  |
| 49   | 奈良県   | 奈良市     | 2015年（平成27年） | 02月23日  |
| 50   | 神奈川県 | 鎌倉市     | 2016年（平成28年） | 01月25日  |
| 51   | 福島県   | 磐梯町     | 2016年（平成28年） | 01月25日  |
| 52   | 福島県   | 桑折町     | 2016年（平成28年） | 03月28日  |
| 53   | 和歌山県 | 湯浅町     | 2016年（平成28年） | 03月28日  |
| 54   | 三重県   | 伊賀市     | 2016年（平成28年） | 05月19日  |
| 55   | 長野県   | 千曲市     | 2016年（平成28年） | 05月19日  |
| 56   | 愛知県   | 岡崎市     | 2016年（平成28年） | 05月19日  |
| 57   | 新潟県   | 村上市     | 2016年（平成28年） | 10月3日   |
| 58   | 和歌山県 | 広川町     | 2016年（平成28年） | 10月3日   |
| 59   | 静岡県   | 三島市     | 2016年（平成28年） | 10月3日   |
| 60   | 秋田県   | 大館市     | 2017年（平成29年） | 03月17日  |
| 61   | 山梨県   | 甲州市     | 2017年（平成29年） | 03月17日  |
| 62   | 熊本県   | 湯前町     | 2017年（平成29年） | 03月17日  |
| 63   | 群馬県   | 桐生市     | 2018年（平成30年） | 01月23日  |
| 64   | 静岡県   | 掛川市     | 2018年（平成30年） | 01月23日  |
| 65   | 福岡県   | 宗像市     | 2018年（平成30年） | 03月26日  |
| 66   | 和歌山県 | 和歌山市   | 2018年（平成30年） | 03月26日  |
| 67   | 静岡県   | 伊豆の国市 | 2018年（平成30年） | 07月11日  |
| 68   | 秋田県   | 横手市     | 2018年（平成30年） | 07月11日  |
| 69   | 静岡県   | 下田市     | 2018年（平成30年） | 011月13日 |
| 70   | 岩手県   | 盛岡市     | 2018年（平成30年） | 011月13日 |
| 71   | 和歌山県 | 高野町     | 2019年（平成31年） | 01月24日  |
| 72   | 佐賀県   | 基山町     | 2019年（平成31年） | 01月24日  |
| 73   | 佐賀県   | 鹿島市     | 2019年（平成31年） | 03月26日  |
| 74   | 千葉県   | 香取市     | 2019年（平成31年） | 03月26日  |
| 75   | 栃木県   | 下野市     | 2019年（平成31年） | 03月26日  |
| 76   | 栃木県   | 栃木市     | 2019年（平成31年） | 03月26日  |
| 77   | 愛媛県   | 内子町     | 2019年（令和元年） | 06月12日  |
| 78   | 大分県   | 大分市     | 2019年（令和元年） | 06月12日  |
| 79   | 愛知県   | 津島市     | 2020年（令和2年）  | 03月24日  |
| 80   | 新潟県   | 佐渡市     | 2020年（令和2年）  | 03月24日  |
| 81   | 長崎県   | 長崎市     | 2020年（令和2年）  | 03月24日  |
| 82   | 石川県   | 加賀市     | 2021年（令和3年）  | 03月23日  |
| 83   | 滋賀県   | 大津市     | 2021年（令和3年）  | 03月23日  |
| 84   | 大分県   | 杵築市     | 2021年（令和3年）  | 03月23日  |